# Hyles rufomelana
Hyles rufomelana är en fjärilsart som beskrevs av Tutt 1904. Hyles rufomelana ingår i släktet Hyles och familjen svärmare. Inga underarter finns listade i Catalogue of Life.